# Rajac (Čačak)
Rajac es un pueblo ubicado en el municipio de Čačak, en el distrito de Moravica, Serbia.

## Superficie
Posee una superficie de 9,787 kilómetros cuadrados.

## Demografía
Según el censo de 2022 la población era de 236 habitantes, con una densidad de población de 24,11 habitantes por kilómetro cuadrado. La población total de hombres y mujeres era de 125 y 111 respectivamente. Por edades, los grupos se conformaban de la siguiente manera: 26 los menores de edad y adolescentes (0-17 años), 139 al grupo de adultos (18-64 años) y 71 las personas de la tercera edad (mayores de 65 años).